# Myśliborzyce (gromada)
Myśliborzyce (od 1 I 1962 Myślibórz) – dawna gromada, czyli najmniejsza jednostka podziału terytorialnego Polskiej Rzeczypospolitej Ludowej w latach 1954–1972.
Gromady, z gromadzkimi radami narodowymi (GRN) jako organami władzy najniższego stopnia na wsi, funkcjonowały od reformy reorganizującej administrację wiejską przeprowadzonej jesienią 1954 do momentu ich zniesienia z dniem 1 stycznia 1973, tym samym wypierając organizację gminną w latach 1954–1972.
Gromadę Myśliborzyce z siedzibą GRN w Myśliborzycach utworzono – jako jedną z 8759 gromad na obszarze Polski – w powiecie myśliborskim w woj. szczecińskim na mocy uchwały nr V/47/54 WRN w Szczecinie z dnia 5 października 1954. W skład jednostki weszły obszary dotychczasowych gromad Myśliborzyce i Ławy z miejscowością Klicko z dotychczasowej gromady Mirawno ze zniesionej gminy Myślibórz oraz miejscowość Wierzbnica z miasta Myśliborza w tymże powiecie. Dla gromady ustalono 15 członków gromadzkiej rady narodowej.
1 stycznia 1962 gromadę zniesiono w związku z przeniesieniem siedziby GRN z Myśliborzyc do Myśliborza i zmianą nazwy jednostki na gromada Myślibórz.